# Епархия Кахамы
Епархия Кахамы (лат. Dioecesis Kahamaensis) — епархия Римско-Католической церкви с центром в городе Кахама, Танзания. Епархия Кахамы входит в митрополию Таборы.

## История
11 ноября 1983 года Святой Престол учредил епархию Кахамы, выделив её из архиепархии Таборы.

## Ординарии епархии
- епископ Matthew Shija (1983 — 2001);
- епископ Ludovic Minde OSS (2001 — по настоящее время).

## Источник
- Annuario Pontificio, Libreria Editrice Vaticana, Città del Vaticano, 2003, ISBN 88-209-7422-3